# Marcianise
Marcianise là một đô thị và thị xã của Ý. Đô thị này thuộc tỉnh Caserta trong vùng Campania. Marcianise có diện tích 30 km2, dân số theo ước tính năm 2004 của Viện thống kê quốc gia Ý là 43.139 người. 
Các đơn vị dân cư:
Đô thị Marcianise giáp với các đô thị: